# Byron Wallen

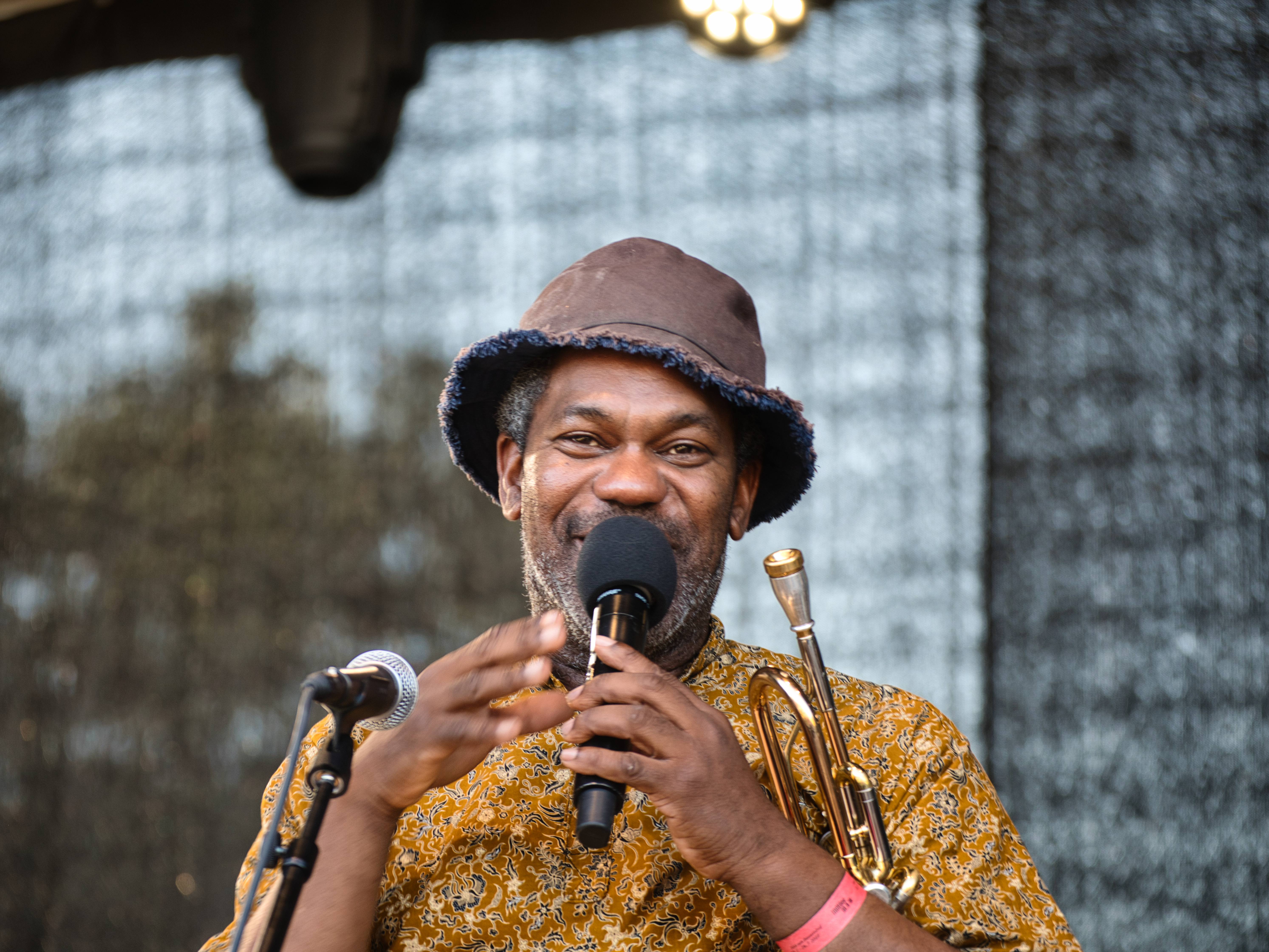
Byron Wallen auf dem INNtöne Jazzfestival 2024

Byron Wallen (* 17. Juli 1969 in London) ist ein britischer Jazztrompeter.

## Leben und Wirken

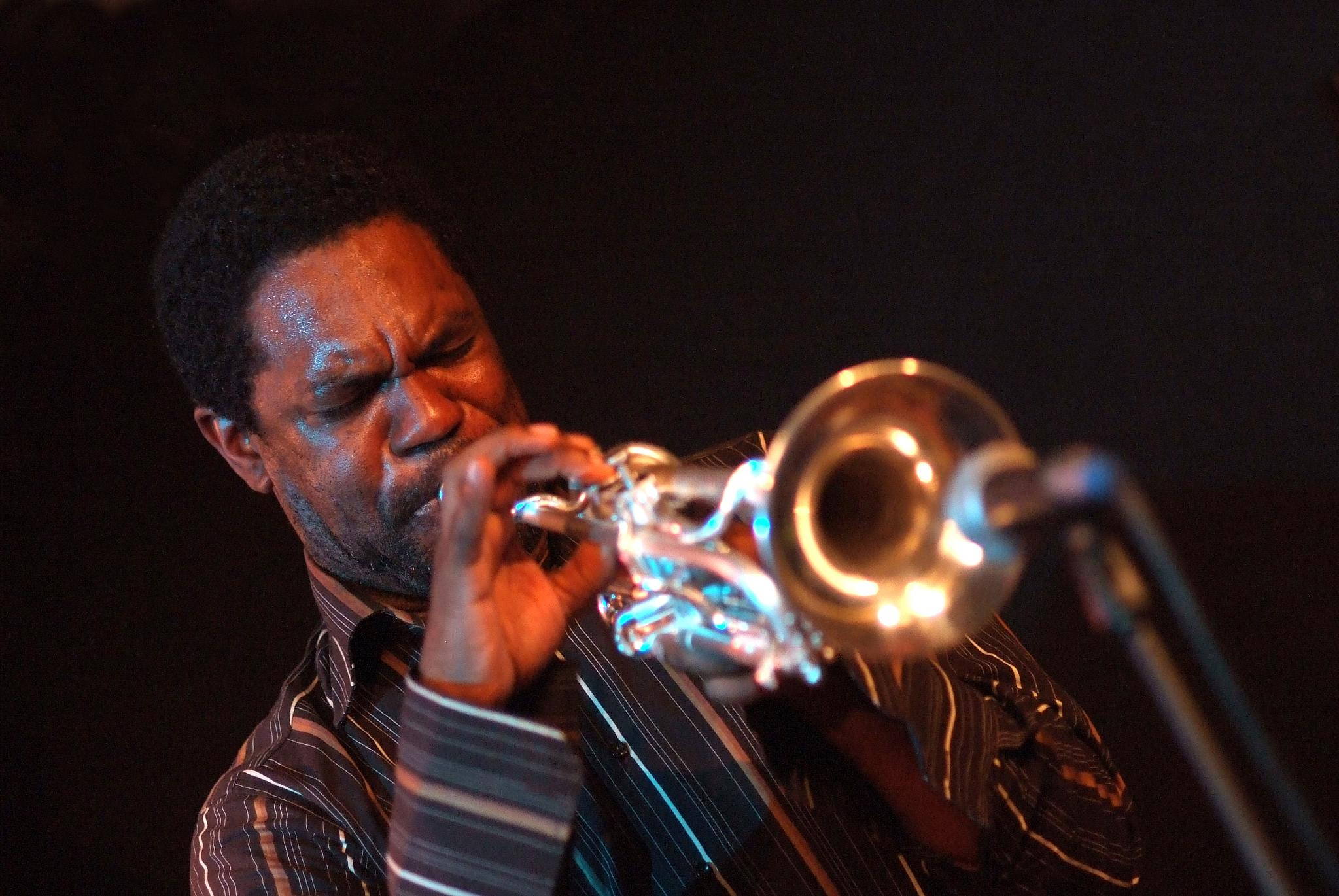
Byron Wallen (2008)

Wallen, dessen Eltern aus Belize stammen, wuchs in einer musikalischen Familie auf; als Kind hatte er klassischen Klavierunterricht. Später lernte er Euphonium, das er in der Boys' Brigade Band spielte, bevor er zur Trompete wechselte. Er studierte das Instrument bei Peter Rudeforth, außerdem während eines New-York-Aufenthalts in der zweiten Hälfte der 1980er-Jahre bei Jimmy Owens, Donald Byrd und Jon Faddis. 1992 schloss er seine Studien in Psychologie, Philosophie und Mathematik an der Sussex University ab. Seit den frühen 1990er-Jahren arbeitete er in verschiedenen musikalischen Kontexten, wie mit Courtney Pine, Lonnie Liston Smith, Style Council, Jean Toussaint, Mervyn Africa, Chaka Khan, Ronnie Laws und Cleveland Watkiss. Auch ging er mit Ed Jones und mit Gary Crosbys Nu Troop auf Tournee.
Zudem gründete Wallen 1992 seine eigene Band Sound Advice; das gleichnamige erste Album legte er 1995 vor.
Mit der Formation tourte er sowohl in Großbritannien als auch 1996 in Syrien und 1997 in der Tschechischen Republik. 1995 arbeitete Wallen in Südafrika und nahm mit Airto Moreira und Moses Moseleku auf. Im Rahmen seiner Afrika-Tour 1998 entstand der Dokumentarfilm Travelling. 2001 gastierte er auf dem Harare Jazz Festival in Zimbabwe, 2002 auf dem südafrikanischen ARTS Alive Earth Summit Festival. Wallen unterrichtete an Schulen und am Trinity College und an der Royal Academy of Music. 2003 erhielt er für sein drittes Album Indigo den Nachwuchspreis Innovation in Jazz der BBC Jazz Awards.
Im Bereich des Jazz war er laut Tom Lord zwischen 1990 und 2017 an 29 Aufnahmesessions beteiligt, u. a. auch mit John Stevens, Guy Barker, Courtney Pine, Ingrid Laubrock, Steve Beresford, Tony Kofi und Soweto Kinch. Weiterhin ist er auf Aufnahmen von Incognito, Talvin Singh, Red Snapper oder Binker & Moses zu hören. Auch arbeitete er mit George Benson, Charles Earland, David Murray, Andrew Hill, Jack DeJohnette, McCoy Tyner, Butch Morris, Hugh Masekela, Julian Argüelles, Baaba Maal, Juliet Kelly und Cheikh Lô. Anfang 2020 legte er das Album  Reflections on Belonging vor.
Die britische Komponistin Errollyn Wallen ist seine ältere Schwester.

## Lexigraphische Einträge
- John Chilton: Who's Who of British Jazz Continuum, London 2004, ISBN 0-8264-7234-6 (2. Auflage)